# 泰伦佐
泰伦佐（義大利語：Terenzo），是意大利帕尔马省的一个市镇。总面积72平方公里，人口1234人，人口密度17.1人/平方公里（2009年）。ISTAT代码为034038。